# Георг фон Хертлинг
Георг Фридрих граф фон Хертлинг (на немски: Georg Friedrich Graf von Hertling, 31 август 1843 - 4 януари 1919) е германски политик, роден в Бавария. Граф от 1914 г.
Служи като министър-председател на провинция Бавария от 1912 до 1917 г. и след това като министър-председател на Прусия и канцлер на Германската империя от 1917 до 1918 г.
Като водач на най-голямата баварска партия в ландтага (провинциалния парламент) Хертлинг е назначен за министър-председател на провинцията от Луитполд, принц-регент на Бавария.
След началото на Първата световна война Хертлинг подкрепя политиката на имперския канцлер Теобалд фон Бетман-Холвег, но отказва да наследи неговия пост. Става министър-председател на Прусия и канцлер на Германия едва след Георг Михаелис, но не успява да се справи с кризата, възникнала в последната фаза на войната. Поради своята възраст и своя консерватизъм не успява да превъзмогне силата на висшето военно командване, водено от Паул фон Хинденбург и Ерих Лудендорф, въпреки че е представител на Райхстага и водач на Централната партия. Налага се да подаде оставката си.
Извън политиката Хертлинг е професор и философ. Създава важното германско католическо братство „Аскания – Бургундия“, член е на Католическото студентско дружество „Арминия Бон“.
Неговата праправнучка е актрисата Гила фон Вайтерсхаузен.